# 大場松魚
大場 松魚（おおば しょうぎょ、1916年（大正5年）3月15日 - 2012年（平成24年）6月21日）は、漆芸家。蒔絵の重要無形文化財保持者（人間国宝）。金沢美術工芸大学教授、輪島漆芸技術研修所名誉所長。石川県金沢市出身。本名、勝雄。

## 概要
石川県立工業学校卒業。父の大場宗秀に10年間学んだ後、昭和18年上京し、松田権六の内弟子となり2年間師事。
伊勢神宮式年遷宮御神宝「御鏡箱・御太刀鞘」（昭和27年及び47年）、中尊寺金色堂の保存修理（昭和39年）に従事したことが端緒となり、本格的な平文の技法に取り組んだ。
1978年に紫綬褒章を受ける。
1982年（昭和57年）4月20日には人間国宝に認定される。
フランスでクリスタルガラスとの融合など、新しい枠組みにも取り組んだ。

## 年譜
- 1916年（大正5年）石川県金沢市大衆免井波町（現・金沢市森山）に生まれる。
- 1933年（昭和8年）石川県立工業学校（現・石川県立工業高等学校）図案絵画科卒業。髹漆技を父和吉郎（宗秀）に習う。
- 1943年（昭和18年）金沢市県外派遣実業練習生として東京美術学校教授松田権六に師事。
- 1946年（昭和21年）第1回日展初入選（以後第13回展まで連続入選）。
- 1948年（昭和23年）第4回日展で「漆之宝石箱」が特選受賞。
- 1952年（昭和27年）第59回伊勢神宮式年遷宮にて御神宝制作。
- 1953年（昭和28年）第9回日展で「平文花文小箪笥」が北斗賞受賞。
- 1956年（昭和31年）第3回日本伝統工芸展初入選（以後第55回展まで連続入選）。
- 1957年（昭和32年）第4回日本伝統工芸展で「平文小紋小箪笥」が奨励賞受賞。
- 1958年（昭和33年）第5回日本伝統工芸展で「平文宝石箱」が朝日新聞社賞受賞。
- 1959年（昭和34年）第6回日本伝統工芸展で「平文鈴虫箱」が朝日新聞社賞受賞。
- 1960年（昭和35年）北國文化賞受賞。
- 1964年（昭和39年）日本工芸会理事。国宝中尊寺金色堂保存修理（東京国立博物館構内）の漆芸技術者として従事。
- 1966年（昭和41年）金沢市文化賞受賞。
- 1972年（昭和47年）第60回伊勢神宮式年遷宮にて御神宝制作。
- 1973年（昭和48年）第20回日本伝統工芸展で「平文千羽鶴の箱」が20周年記念特別賞受賞。
- 1977年（昭和52年）金沢美術工芸大学教授。
- 1978年（昭和53年）紫綬褒章受章。
- 1981年（昭和56年）金沢美術工芸大学名誉教授。
- 1982年（昭和57年）重要無形文化財「蒔絵」保持者認定。中日文化賞受賞。
- 1984年（昭和59年）石川県美術文化協会理事長。
- 1986年（昭和61年）勲四等旭日小綬章受章。日本工芸会常任理事。東大寺昭和大納経華厳経経篋の蒔絵制作。「蒔絵 大場松魚」（発行日：昭和61年12月8日）刊行。
- 1987年（昭和62年）日本工芸会副理事長。
- 1988年（昭和63年）石川県立輪島漆芸技術研修所所長。
- 1989年（平成元年）金沢市制百周年記念事業 日仏共同制作 漆とガラスの技術交流「光彩花器」制作。
- 1992年（平成4年）石川県美術文化協会副会長。第61回伊勢神宮式年遷宮にて御神宝制作。東大寺仁王尊像内蔵平成納経経篋制作。
- 1993年（平成5年）宮内庁依頼で小和田雅子様（現・皇后陛下）の短冊箱「蒔絵春秋花丸文短冊箱」を制作。
- 1997年（平成9年）「蒔絵 大場松魚」（発行日：平成9年6月20日）刊行。
- 1999年（平成11年）日本文化財漆協会会長。
- 2005年（平成17年）金沢市名誉市民[2]。
- 2006年（平成18年）石川県立輪島漆芸技術研修所名誉所長。
- 2012年（平成24年）6月21日死去（96歳没）。叙従五位[3]。

## 主な作品
年譜欄記載以外の作品
- 平文南飛箱　1977年（昭和52年）
- 平文薄の棚　1978年（昭和53年）
- 平文芳苑の棚　1979年（昭和54年）
- 平文烏瓜文箱　1981年（昭和56年）
- 平文光彩箱　1989年（平成元年）
- 平文光輪棚　1990年（平成2年）
- 平文花星座箱　1993年（平成5年）
- 平文富士光々の棚　1995年（平成7年）
- 平文富士和讃箱　2000年（平成12年）